# نیکویویچی
نیکویویچی (به صربی: Nikojevići) یک منطقهٔ مسکونی در صربستان است.